# Liste des évêques de Pamiers
Liste des évêques de Pamiers dont le diocèse correspond à l'actuel département de l'Ariège, après réunion avec les anciens diocèses de Couserans et Mirepoix.

## Moyen ÂgeetAncien Régime
- Bernard Saisset 1295-1311
- Pilfort de Rabastens 1312-1317[1] Jacques Fournier

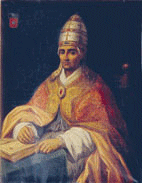
Jacques Fournier

- Jacques Fournier 1317-1326, transféré au siège de Mirepoix, élu pape Benoît XII en 1334
- Dominique Grima 1326-1347, dominicain appelé aussi Grenier ou Grinier.
- Arnaud de Villemur 1348-1350
- Guillaume d'Espagne (de Montespan) 1351-1370, transféré au siège de Comminges en 1371
- Raymond d’Accone 1371-1379
- Bertrand Ier d’Ornésan 1380-1424
- Jean Ier de Forto 1424-1431
- Gérard Ier de La Bricoigne 1431-1435
- Jean II Mellini 1435-1459
- Barthélemy d’Artigueloube 1459-1467
- Pascal Dufour 1468-1487[2]
- Pierre Ier de Castelbajac 1488-1497
- Gérard II Jean 1498-1501
- Amanieu d’Albret 1502-1506 et 1514-1520
- Mathieu d’Artigueloube 1506-1514
- Charles de Gramont 1514-1515
- Jean III de Pins 1520-1522
- Bertrand II de Lordat 1524-1539
- Jean IV de Luxembourg 1539-1548
- Jean V de Barbançon 1548-1557
- Robert de Pellevé 1557-1579
- Bertrand III de Barrau de Parron 1579-1605
- Joseph d’Esparbès de Lussan 1608-1625 Henri de Sponde

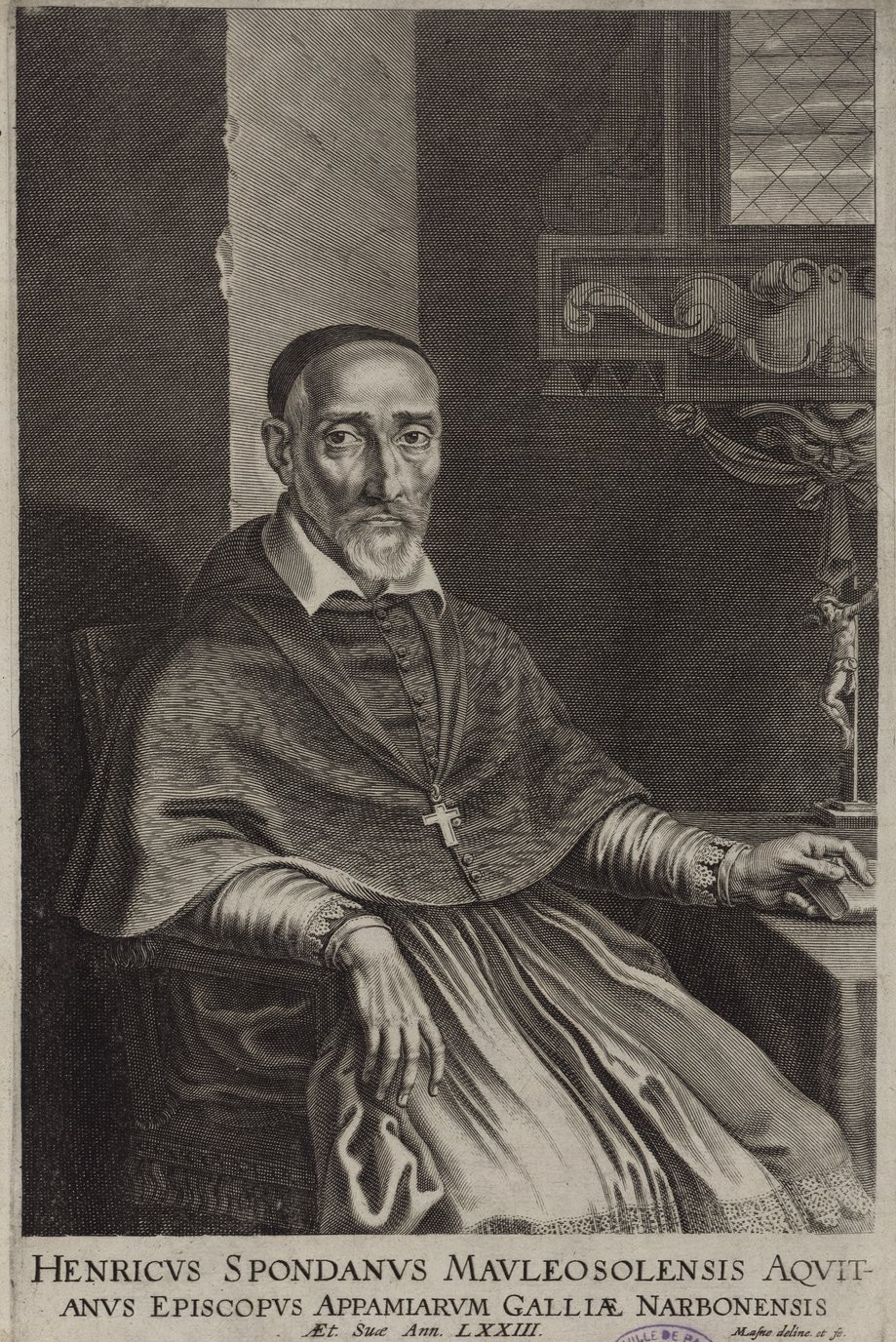
Henri de Sponde

- Henri Ier de Sponde 1626-1629 et 1643
- Jean VI de Sponde 1639-1643
- François du Bosquet, non-empossé, devient évêque de Lodève
- Jacques de Montrouge, non-empossé, devient évêque de Saint-Flour
- François Ier de Caulet 1644-1680
  - François d'Anglure de Bourlemont (désigné en 1680 par le roi mais non confirmé par le pape, il renonce en 1685)
- François II de Camps 1685-1693
- Jean-Baptiste de Verthamon 1693-1735
- François-Barthélemy de Salignac de La Mothe-Fénelon 1736-1741
- Henri-Gaston de Lévis 1742-1786
- Joseph-Mathieu d’Agoult 1787-1790, dernier évêque de Pamiers d’Ancien Régime. Le diocèse est supprimé (1790) mais il demeure évêque en titre jusqu'à sa démission en 1801.

## Révolution française:évêques constitutionnelsdudiocèse de l'Ariège
- Bernard Font 1791-1800
- François-Louis Lemercier 1801

## XIXesiècle:évêquesconcordataires
- François III de La Tour-Landorthe 1823-1835
- Gervais-Marie-Joseph Ortric 1835-1845
- Guy Alouvry 1846-1856
- Augustin Galtier 1856-1858
- Auguste Bélaval 1858-1881
- Pierre-Eugène Rougerie 1881-1907

## XXeetXXIesiècles: évêques
- Martin-Jérôme Izart 1907-1916, transféré à Bourges
- Pierre II Marceillac 1916-1947
- Félix Guiller 1947-1961, démissionnaire en 1961
- Maurice-Mathieu-Louis Rigaud 1961-1968, transféré à Auch
- Henri II Lugagne-Delpon 1968-1970
- Léon Soulier 1971-1987, transféré à Limoges (coadjuteur de l’évêque de Limoges)
- Albert-Marie de Monléon (O.P) 1988-1999, transféré à Meaux
- Marcel Perrier 2000-2008, démissionnaire
- Philippe Mousset 2009-2014, transféré à Périgueux
- Jean-Marc Eychenne 17 décembre 2014-14 septembre 2022, transféré à Grenoble et Vienne
- Benoît Gschwind depuis le 27 octobre 2023

## Remarques
- Le diocèse connaît une crise schismatique épiscopale intense notamment de 1467 à 1498[2].
- François de Caulet, Jean-Baptiste de Verthamon, Pierre-Eugène Rougerie et Henri Lugagne-Delpon sont enterrés en la cathédrale de Pamiers. Chacun a sa stèle dans le chœur, sauf François de Caulet qui pour sa part repose à côté du bénitier. On peut voir sur sa tombe une représentation du château de Pamiers.
- L'évêché concordataire de Pamiers avait été rétabli dès 1817, avec la nomination de Claude-Jean-Joseph Brulley de La Brunière. Cependant ce rétablissement tarde en longueur, et monseigneur de la Brunière n'est jamais intronisé. Il est affecté à l'évêché de Mende en 1821[3]. L'évêché n'est  officiellement rétabli qu'en 1823, le nouvel évêque étant François de La Tour-Landorthe.